# Вільям Мейсі
Вільям Гелл Мейсі молодший (англ. William Hall Macy, Jr.; нар. 13 березня 1950) — американський актор і сценарист, номінувався на «Оскар» за другорядну роль у фільмі братів Коенів «Фарґо» (1996).

## Біографія
Вільям Мейсі народився в Маямі у сім'ї льотчика Другої світової війни. У 1971 р. переїхав до Чикаго, де близько зійшовся з драматургом Девідом Меметом. Працював з Меметом у чиказькому театрі, в 1985 р. разом з ним влаштувався в Каліфорнії, де стояв біля витоків нової трупи Мемета, «Atlantic Theatre Company».
Після епізодичних ролей на великому екрані в таких картинах, як «Дні радіо» (1987) і «Клієнт» (1993), Мейсі був обраний на другорядну роль в гучній трагікомедії братів Коенів «Фарґо» (1996). У зв'язку з успіхом цього фільму був запрошений у 1997 р знятися в кількох помітних кінострічках: «Шахрайство», «Літак президента», «Психоз» і «Ночі в стилі бугі».
Серед подальших фільмів за участю Мейсі — «Магнолія» (1999), «Стільниковий» (2004) і «Реальні кабани» (2007). У 2000-них рр. Мейсі також взяв участь у кількох телевізійних проектах, за які йому була в 2003 р. двічі присуджена премія «Еммі». Зокрема, знімався в популярному телесеріалі «Швидка допомога» (у 1994—1998 рр.).

## Особисте життя
З 1997 Мейсі перебуває у шлюбі з відомою актрисою Фелісіті Гафман, у них двоє дітей.

## Вибіркова фільмографія
- 1983 — Військові ігри / WarGames
- 1993 — Двадцять доларів / Twenty Bucks
- 1994 — Клієнт / The Client
- 1995 — Убивство першого ступеня / Murder in the First
- 1996 — Мрія кожної жінки / Every Woman's Dream
- 1996 — Фарґо / Fargo
- 1996 — Прибрати перископ / Down Periscope
- 1996 — Андерсонвілл / Andersonville
- 1997 — Ночі в стилі бугі / Boogie Nights
- 1998 — Плезантвіль / Pleasantville
- 1998 — Психо / Psycho
- 1999 — Магнолія / Magnolia
- 2001 — Парк Юрського періоду 3 / Jurassic Park 3
- 2004 — Ю-429. Підводна в'язниця
- 2004 — Стільниковий / Cellular
- 2005 — Дякую вам за паління / Thank You for Smoking
- 2005 — Едмонд / Edmond
- 2005 — Сахара / Sahara
- 2006 — Кошмари та сновидіння: З історій Стівена Кінга / Nightmares and Dreamscapes: From The Stories Of Stephen King
- 2007 — Реальні кабани / Wild Hogs
- 2010 — Мармадюк / Marmaduke
- 2010 — Паскудне дівчисько / Dirty Girl
- 2012 — Сурогат / The Surrogate / The Sessions
- 2015 — Кімната / Grandpa
- 2016 — Кровний батько / Blood Father
- 2024 — Рікі Стенікі / Ricky Stanicky
- 2025 — Людина, що біжить / The Running Man